# Chlorolestes tessellatus
Chlorolestes tessellatus là loài chuồn chuồn trong họ Synlestidae. Loài này được Burmeister mô tả khoa học đầu tiên năm 1839.